# ザ・マニッシュ・ボーイズ
ザ・マニッシュ・ボーイズ (英語: The Mannish Boys)は、ロサンゼルスを拠点に活動するブルース・バンド。ウェスト・コースト、テキサス、シカゴなどの古典的なブルースを中心に演奏する。
西海岸のブルース・シーンで活躍するベテランを揃えたオールスター・バンドである。歌手のファイニス・タスビーを中心に結成され、2004年、デルタ・グルーヴ・プロダクションズよりアルバムThat Represent Manでデビューを飾った。そこでのメンバーは、ファイニス・タスビー(ボーカル)、カーク・フレッチャー(ギター)、フランク・ゴールドワッサー(英語: Franck Goldwasser、ギター)、レオン・ブルー(英語: Leon Blue、ピアノ)、ロニー・ジェイムズ・ウェバー(英語: Ronnie James Weber、ベース)、ジューン・コア(英語: June Core、ドラム)といった面々だった。彼らに加え、ゲストとしてロイ・ゲインズ、ポール・オシャー、ミッキー・チャンピオン等が参加している。
このバンドは、アルバムによってメンバーが異なり、またライヴでもときどきでメンバーが入れ替わったりすることから、緩やかなセッション・プロジェクトと解釈するのが自然である。2007年のBig Plansには、シカゴのブルース/ソウル・シンガー、ボビー・ジョーンズがスペシャル・ゲストとして参加。ジョーンズは以後、正式メンバーとなっている。
現在は、歌手のシュガーレイ・レイフォードを中心としたメンバーとなっている。

## ディスコグラフィー
- 2004年 That Represent Man (Delta Groove Productions)
- 2005年 Live & In Demand (Delta Groove Productions)
- 2007年 Big Plans (Delta Groove Productions)
- 2008年 Lowdown Feelin' (Delta Groove Productions)
- 2009年 Comin' Back Hard (Bobby Jones feat. the Mannish Boys) (Delta Groove Productions)
- 2010年 Shake for Me (Delta Groove Productions)
- 2012年 Double Dynamite (Delta Groove Productions)
- 2014年 Wrapped up And Ready (Delta Groove Productions)